# Топоров Віктор Леонідович
Віктор Леонідович Топоров (9 серпня 1946, Ленінград — 21 серпня 2013, Санкт-Петербург) — літературний критик, публіцист та перекладач. Був відповідальним секретарем премії «Національний бестселер», яку заснував видавець Костянтин Тублін, членом журі Григорівський поетичної премії, членом Спілки письменників Санкт-Петербурга та творчої спілки «Академія російської словесності».

## Біографія
Народився 9 серпня 1946 року в Ленінграді. Батьки ніколи не жили разом. Мати, адвокат Зоя Миколаївна Топорова (1909—1997), походила з родини хрещених петербурзьких євреїв — а її батько, голова міського арбітражного суду Микола Абрамович Топоров, і дід, Борис Матвійович Кричевський, були адвокатами, присяжними стряпчими, як і всі дядьки (один з яких — поет-символіст Юрій Борисович Кричевський, співробітник журналу «Вісник літератури»). З. М. Топорова була, серед іншого, захисницею на судових процесах Йосипа Бродського та Револьта Піменова. Батько, Юхим Федорович (Хаїм-Лейб Фокич) Бігун (1899—1962), був бундовцем, учасником громадянської війни в Одесі, а оселившись у Ленінграді на початку 1930-х років також працював адвокатом.
1964 року закінчив школу № 297. У 1964 — 1969 роках навчався на філологічному факультеті Ленінградського державного університету, отримав диплом філолога-германіст. З 1972року публікувався як поет-перекладач та критик зарубіжної літератури, з 1987 — як критик сучасної російської літератури, з 1990 — як політичний публіцист.
З 1994 року був членом редколегії журналу «Воскресіння. Нова Росія» (пізніше — «Нова Росія»). З 2004 року — оглядачем «Політичного журналу». З 2000 по 2005 рік — головним редактором видавництва «Лімбус Прес». Активно відвідував велику кількість білялітературних заходів у Санкт-Петербурзі.
Помер 21 серпня 2013 року у Санкт-Петербурзі.

## Діяльність
Був автором та редактором рукописного студентського журналу «Ланки» (1966-68), учасником усних альманахів «Вперше російською мовою» (починаючи з 1968), співкерівником (разом з Т. Г. Гнєдич) семінару молодих перекладачів у Будинку письменника (з 1969). Перша друкована публікація В. Л. Топорова відбулася 1971 («Аврора», № 10).
Перекладав англійську, американську, німецьку, нідерландомовну поезію (Дж. Донн, Дж. Байрон, В. Блейк, П. Б. Шеллі, Е. По, Р. Браунінг, О. Вайльд, Р. Кіплінг, Г. Мелвілл, Т. С. Еліот, В. Г. Оден, Р. Фрост, Й. В. Гете, К. Брентано, Ф. Ніцше, Р. М. Рільке, Ґ. Бенн, П. Целан, поети-експресіоністи, Г. А. Бредеро, Люсеберт, Г. Клаус та інші). Також переклав романи «Американська мрія» Н. Мейлера, «Шпигун, що прийшов з холоду» Д. Ле Карре (обидва у співавторстві з А. К. Славінською) і ряд гостросюжетних англійських та американських романів. Склав антологію «Сутінки людства» (1990), однотомник віршів та прози С. Платт (1993), збірка п'єс Т. С. Еліота (1997). Автор-упорядник поетичної антології «Пізні петербуржці» (1995). Публікувався в газетах «Независимая газета», «Зміна», «Літератор», «Петербурзький літератор», «Слово та діло», «День літератури», «Літературна газета», «Культура», «Вік», «Петербурзький Час пік», «Санкт-Петербурзькі відомості», «Столична вечірня газета»; у журналах — «Літературний огляд», «Зірка», «Нева», «Постскриптум», «Воскресіння», «Вільна думка», «Століття XX і світ», «Середа», «Сеанс» та інших.

## Премії
- Переможець загальноміського турніру юних поетів (1964)[9]
- Дипломант премії ЦК ВЛКСМ (за роботу «Образ Емпедокла у творчості Гельдерліна», 1968)[9]
- Лауреат премії ім. Георга Тракля (Зальцбург, Австрія)[10]
- Лауреат премії «Людина книги» у номінації «Головний редактор» газети «Книжное огляд» (2002)[10]
- Лауреат премії"Золоте перо Русі" (Санкт-Петербург, в номінації «найкращий матеріал у галузі культури», 2008)[11]

## Оцінка діяльності
Топоров протягом 20 років умів йти проти течії; у ті роки, коли всі говорили та робили дурниці та підлості, брали участина у розграбуванні країни словом чи ділом, він говорив тверезо та хоробро.
Так Віктор Топоров став російською інтелігенцією наодинці; він протримався достатньо довго. Важка робота, і він її робив добре.
У нього була репутація людини грубої; хтось вважав його злим — оскільки Топоров не прощав моральної нікчемності.
— МАКСИМ КАНТОР 

Статті Топора починаються з заголовка. Потім йдуть спогади, випадки з життя, які супроводжують випадки з мови. Потім він розповідає про себе, бадьоро скаржиться на колег, потім розповідає, як хтось (неправильно) поділив гроші, потім йде риторика, тобто переливання з пустого в порожнє, потім йде заголовок — лише догори ногами.
— ВАСИЛЬ ШИРЯЄВ 

Його схема роботи не позбавлена навіть своєрідного психологізму: Топоров намагається намацати в біографії (не в тексті tablefix) автора якісь хворі місця, глузливо обіграє їх, виставляючи на загальний огляд і в разі успіху насолоджуючись публічними стражданнями ображеного авторського самолюбства.
— ГАННА ГОЛУБКОВА 
Літературознавець Гліб Морев характеризує Віктора Топорова як «того, хто біжить у нас на ниві примітивної провокації», критик Сергій Чупринін називає його «постарілим хлопчиком з казки про голого короля».

## Публікації
- Подвійне дно. Зізнання скандаліста. — М.: Захаров, АСТ, 1999. — ISBN 5-8159-0026-5.
- Похорон Гуллівера у країні ліліпутів. — СПб.: Лімбус Прес, 2002. — ISBN 5-8370-0010-0
- Руки цирульника: обрана публіцистика. — СПб.: Норд-Вест, 2003. — ISBN 5-98278-006-5.
- Жорстка ротація. — СПб.: Амфора, 2007. — ISBN 978-5-367-00332-1.
- Статті Віктора Топорова на сайті «Приватний кореспондент»
- Статті Віктора Топорова на сайті «Актуальні коментарі»[недоступне посилання з травня 2019]
- Статті Віктора Топорова на сайті «Погляд» (внизу сторінки)
- Статті Віктора Топорова на сайті журналу «Місто 812»
- Статті Віктора Топорова на сайті"Фонтанка.ру"
- Статті Віктора Топорова на сайті журналу «Сеанс»
- Стаття"Вбивство " Російської премії "" в газеті «Завтра» — не узгоджена з автором[9] передрук статті "Синдром " Тараса Бульби ": Як зруйнувати " Російську премію «: рецепти від голови журі» (Приватний Кореспондент, 20 квітня 2009 року).

## Переклади
- Сильвія Плат. Под стеклянным колпаком : [Авторский сборник]. — СПб. : Северо-Запад, 1994. — 342 с. — (Женская библиотека) — 10000 прим. — ISBN 5-8352-0280-6.
- Бенн Готфрид. Собрание стихотворений: На англ. яз. с паралл. рус. текстом. — СПб. : Евразия, 1997. — 512 с. — (Ultima Thule) — 3000 прим.
- Оден В. Г. Собрание стихотворений : На англ. яз. с паралл. рус. текстом. — СПб. : Евразия, 1997. — 496 с. — (Ultima Thule) — 3000 прим.
- Т. С. Еліот. Убийство в соборе : [Пьесы в стихах]. — Санкт-Петербург : Азбука, 1999. — 256 с. — (Азбука-классика (pocket-book)) — 10000 прим. — ISBN 5-267-00023-X.
- Р. Фрост. Неизбранная дорога. — СПб. : ООО «Издательский Дом „Кристалл“», 2000. — 416 с. — (Библиотека мировой литературы. Малая серія) — 10000 прим. — ISBN 5-8191-0094-8.

## Образ Віктора Топорова в сучасній художній літературі
- Прототип головного героя (Гектора Колунова) в оповіданні Олександра Карасьова «На премії „Пушкінський дар“».[17]
- «Той Самий Критик» в книзі Тетяни Алфьорової «Драбина Ламарка».[18]